# Ulanda Mtamba
Ulanda Mtamba, née au Malawi, est une militante malawite contre le mariage des enfants pour l'éducation des filles.
Elle promeut le droit à l'éducation des jeunes filles africaines, et s'oppose à leur mariage précoce. Présidente du Rotary International à Limbé, elle est aussi la directrice nationale de Advancing Girls Education in Africa (AGE Africa). Elle est l'une des 100 femmes les plus influentes selon la BBC en 2023.

## Biographie
Ulanda Mtamba naît à Lilongwe au Malawi. Dans sa communauté, les filles abandonnent souvent leurs études pour se marier. Elle échappe à cette condition et effectue des études supérieures jusqu'à la maîtrise. Elle milite ensuite pour le droit à l'éducation et s'oppose au mariage des enfants. 
Elle s'efforce depuis 2003 d'améliorer la vie des personnes vivant avec le sida. En 2018, elle est membre de la AIDS Vaccine Advocacy Coalition, dont le siège est à New York. Elle rejoint en 2019 le Rotary International.
Elle est la directrice nationale de Advancing Girls Education in Africa (AGE Africa), une organisation américaine à but non lucratif, qui est créée par Xanthe Scharff en 2005 pour le financement de l'éducation des filles africaines, et l'égalité d'accès à l'enseignement secondaire. Elle milite à la tête de son association pour faire appliquer les lois protégeant les filles du mariage forcé et précoce, ainsi que pour la prévention des risques liés aux grossesses précoces.
Ulanda Mtamba devient la présidente du club Rotary International de Limbé en 2023. Elle est la première femme à occuper ce poste à Limbé. Son association annonce l'aboutissement de trois années de travaux pour gérer le bassin versant du district de Machinga. Elle dirige avec son association les travaux qui permettent d'améliorer la vie de 2 500 personnes.
Elle devient l'une des treize femmes africaines nommées parmi les 100 femmes les plus influentes selon la BBC en 2023. Trois autres des 100 femmes de la BBC se rendent alors dans sa région car elles sont aussi préoccupées par l'éducation des filles au Malawi. Michelle Obama, Melinda French Gates et Amal Clooney visitent avec Ulanda Mtamba une école secondaire au Malawi en novembre 2023. Michelle Obama a entendu parler du travail accompli pour soutenir l'éducation des filles ; sa fondation finance AGE Africa depuis 2018. Les reportages sur la visite évoquent les déclarations des quatre femmes de la BBC 100. Ulanda Mtamba, comme directrice national d'AGE Afrique, note que la visite des trois autres personnalités montre l'importance de leur travail.